# ジオタワー天六
ジオタワー天六 (ジオタワーてんろく) は大阪府大阪市北区天神橋にある超高層マンション。

## 沿革・概要
天神橋筋六丁目駅に直結する地上44階建タワーマンション。1階にはスーパーマーケット阪急オアシスなどがある。共有施設としてコミュニティサロン、コンフォートジャパニーズ、ビューラウンジ、ウェルカムスイート、スカイガーデン。

## 建築概要
- 階　数：地上44階地下1階
- 高　さ：155.5メートル
- 総戸数：400戸
- 構　造：鉄筋コンクリート造
- 施主：阪急不動産
- 施工：大林組 [3]

## アクセス
- Osaka Metro谷町線, 堺筋線 ,阪急電鉄天神橋筋六丁目駅より徒歩1分

## 近隣施設
- 天神橋筋商店街
- 大阪市立住まい情報センター
- 加納総合病院